# Perisama oppelii
Perisama oppelii är en fjärilsart som beskrevs av Pierre André Latreille 1811. Perisama oppelii ingår i släktet Perisama och familjen praktfjärilar. Inga underarter finns listade i Catalogue of Life.

## Bildgalleri

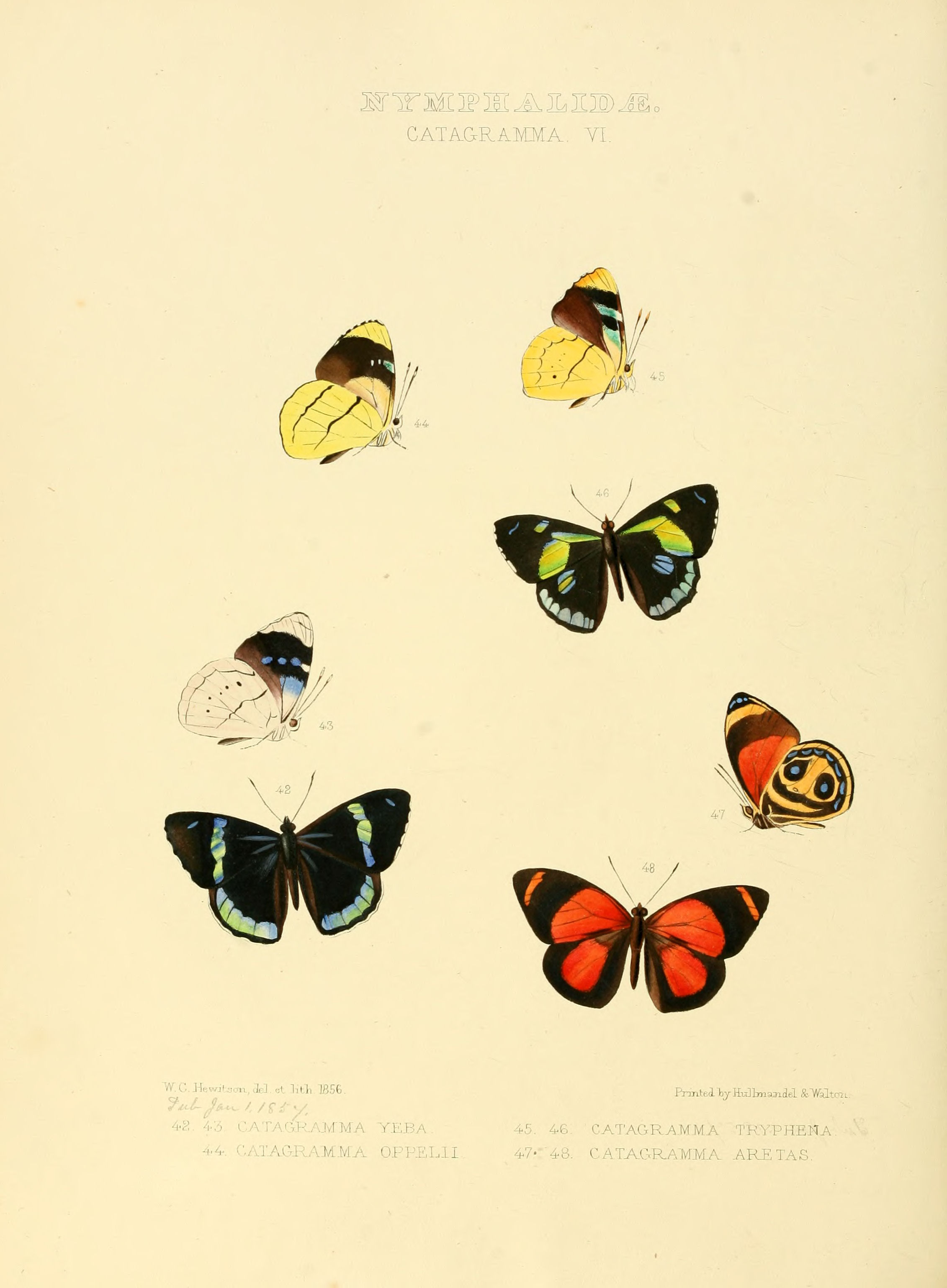